# 小行星17902
小行星17902（17902 Britbaker）是一颗绕太阳运转的小行星，为主小行星带小行星。该小行星于1999年3月19日发现。

## 轨道参数
小行星17902的轨道半长轴为2.3206305 UA，离心率为0.104。